# Guillaume Dubufe

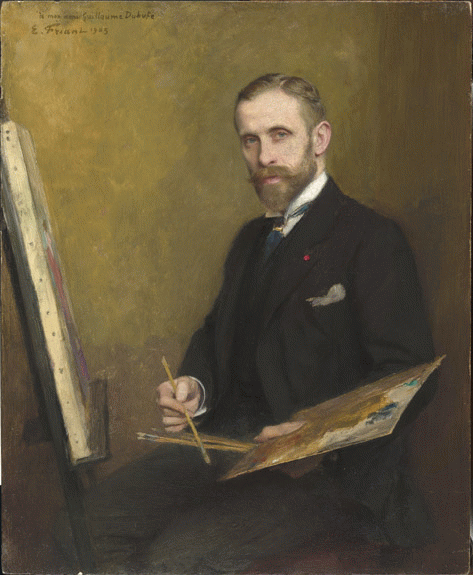
Autorretrato de Guillaume Dubufe, 1905.

Guillaume Dubufe (París, 16 de mayo de 1853 - Buenos Aires, 25 de mayo de 1909) fue un pintor e ilustrador francés.

## Biografía
Hijo del pintor Édouard Louis Dubufe y de la escultora Juliette Dubufe , Guillaume Dubufe vivió en París, rodeado de su abuelo paterno Claude Marie Paul Dubufe, también pintor, y de su tío maternal el compositor Charles Gounod.
Proveniente de una familia de artistas, es primeramente, alumno de su padre y su madre quien le enseña escultura. Su madre muere en un parto dos años más tarde.Prosigue su formación bajo la dirección de Alexis-Joseph Mazerolle en la Escuela de Bellas Artes de París. En 1875 se casa con Cécile Woog. La pareja tendrá cinco hijos, de las cuales Juliette Dubufe-Wehrlé, será también pintora.
Gracias a su fortuna, puede comprar el hotel que su colega Roger Jourdain construyó. Situado en el barrio de la Llanura Montón entonces un barrio de moda, el hotel, construido en 1878, estaba ubicado en la avenida 43 de Villiers.En 1885, Guillaume Dubufe decora el techo del hogar de la Comedia Francesa.
La familia pasa largas temporadas en su gran villa de Anacapri en la isla de Capri en Italia, donde Dubufe realiza cuadros que representan su casa y que estarán expuestos en 1906 en la Galería Georges Petit. Asimismo trabaja desde 1888 a 1890 en una serie de grandes cuadros sobre la Virgen Maria. En 1891, realiza la decoración de los techos de la Galería Lobau en el consistorio de París, de la sala de las fiestas del palacio de Elíseo en 1894 y de la biblioteca de la Sorbona en 1896. Este mismo año, concibe y realiza la decoración para el Salón nacional de Bellas Artes de París.
En 1900, pinta el cartel Lyon para la gran sala del restaurante El Tren azul de la estación de Lyon en París.El pintor Lorrain Émile Friant (1863-1932), su colega y amigo, realiza su retrato en 1905. Este cuadro está conservado al museo de Orsay.Guillaume Dubufe realiza de 1906 a 1909 la decoración del consistorio de Santo-Mandé en colaboración con Édouard Rosset-Granger. Expone durante ese año la acuarela Amur y Psyché en el Salón de la Sociedad nacional de bellas artes.
Después de su desaparición mar adentro en Buenos Aires, su amigo y escultor Albert Bartholomé será el encargado de realizar la escultura que decora su tumba. Guillaume Dubufe fue enterrado al cementerio del Padre-Lachaise en París.

## Colecciones públicas

### Colecciones sobre papel
- 1882, Nu féminin, carbón, tiza blanca sobre papel azul, museo de bellas Artes de Troyes
- 1883, Portrait de Mademoiselle Claire du Loche, esposa de Charles Grandjean, acuarela, museo de Louvre, París
- 1884,Portrait de Madame Roger Ballu, carbón, tiza sobre papel azul, museo de Bellas Artes de Troyes
- 1889, La Maison de la Vierge, estudio para el cuadro conservado en el Louvre, mina de plomo, museo de Orsay, París
- Aproximadamente en 1890,  Portrait en frise des cinq enfants de l'artiste, vus en buste à Capri, aquarela, museo del Louvre, París
- 1910, El Éveil, pastel, jefatura de Lemosín en Limoges
- Sainte-Cécile sous les traits d'une jeune fille vêtue d'une tunique, museo de Orsay, París
- Les Heures de la Vierge, tinta negra y color, museo de Louvre, París
- Prière, museo de Louvre, París
- Tonnelle ensoleillée, con un perro que duerme, mina de plomb, museo de Louvre, París
- Escalier passant entre deux murets, mina de plomo, museo de Louvre, París